# Honschaft Hahn
Die Hildener Honschaft Hahn (früher auch Haanhonschaft oder Hainhonschaft) war im Mittelalter und der Neuzeit eine Honschaft (Verwaltungseinheit) im kurkölnischen Weistum Hilden im gleichnamigen Kirchspiel mit einer Gesamtfläche von 166 Morgen. Die Bezeichnung der Honschaft leitet sich nicht vom Nachbarort Haan (auch Haen), sondern von Hain (Wald) ab.
Zu der Honschaft gehörten die Höfe und Weiler:
| - Bausenhaus, - Birken, - Bovertzhaan (auch Bovertzhaen, Bovertzhahn), - Breidenbruch (auch Bredenbruch), - Bruch (auch Broich), - Deushahn, - Diekhaus, - Elb (auch Elp), - Eickert (auch Eichart, Eykhartz), - Giesenheide (auch Geisenheide), - Hahnhof (auch Haanhof), | - Höffgen, - Großes Holz, - Kleines Holz, - Jück (auch Jeuch), - Kleinenberg (auch Kleinberg), - Kniephaus (auch Kneiphaus, Kniphaus), - Knotendick (auch Knoddendick), - Loch, - Lodenheide (auch Loddenheyden), - Walber (auch Walborn) |

Unabhängig von den Honschaften waren die Höfe in bis zu vier Hofesverbänden organisiert, die den ein- bis dreimal jährlich tagenden örtlichen Gerichten zugeordnet waren. Die Gerichte waren: das im Hohen Hof Hilden tagende Kölnische Hofesgericht, das Kückeshausgeding und das am Brunnen auf dem Ort (Ufm Ort) tagende Orderputzgeding (auch Pützgeding). Die Lage der Weiler und heute meist nicht mehr existenten Höfe befand sich im Norden und Nordosten des heutigen Stadtgebiets von Hilden, infolge von Gebietsreformen zum Teil auch auf dem Gebiet der Städte Düsseldorf und Erkrath. Ein großer Teil der Objekte ist heute nur noch in davon abgeleiteten Straßennamen erkennbar.